# Камський кабель
Камський кабель, або Камкабель — один з провідних виробників кабельної продукції в країнах СНД.
Номенклатура заводу — понад 15 000 маркорозмірів кабелів і дротів. У тому числі: силові кабелі з паперовою ізоляцією (1 — 35 кВ), у гумовій ізоляції (0,66 −10 кВ), в ізоляції ПВХ (0,66 — 6 кВ), кабелі з ізоляцією зі зшитого поліетилену (1 і 10 кВ), шахтні кабелі: гнучкі теплостійкі кабелі (3,3 і 6,3 кВ), екскаваторні теплостійкі кабелі (6 і 10 кВ) з покращеними технічними характеристиками.